# Booboo Stewart
Booboo Stewart (született: Nils Allen Stewart Jr.) (Beverly Hills, Kalifornia, 1994. január 21. –) amerikai színész, énekes.

## Fiatalkora
1994. január 21-én született Beverly Hillsben, Kaliforniában Nils Allen Stewart és Renee Stewart gyermekeként. Három lánytestvére van: Maegan, Trent „Fivel” és Sage. Ereiben kínai, japán, koreai, orosz, skót és Blackfoot indián vér csörgedezik. 2002-ben és 2003-ban részt vett a Martial Arts World Championon, 2004-ben pedig a Martial Arts Junior Hall of Fame-en. Jelenleg két nővérével, Maegannel és Fivellel turnézik TSC (The Stewart Clan) néven.

## Pályafutása
2004 és 2010 között több független rendező filmjében szerepelt, és hat epizód szerepet osztottak rá a Blue Dolphin Kids című gyermekprodukcióban. Kaszkadőr munkái is voltak, többek között 2006-ban a Szupersuli című filmben és 2007-ben a Beowulf – Legendák lovagja című filmben, és még sok más sorozatban tűnt fel egy-egy epizód erejéig, például: Steve Harvey's Big Time Challenge, Vészhelyzet, Boszorkányátok és az Everybody Hates Chris. Elkísérte Miley Cyrust a Hannah Montana – Miley Cyrus: Mindenből a legjobbat koncertre. Jonas Brothersszel együtt szerepelt egy Target reklámban, és megjelent a Camp Rock Freestyle Jamben. 2008-ban vele rögzítették a Disney Channel Games hivatalos dalát, a Let’s Got-ot, és 2010-ben ő énekelte fel a DisneyMania 7-re az Under the Sea (from The Little Mermaid) című dalt.
2006 és 2008 között a Disney T-Squad nevű bandájának volt a tagja.
2010-ben Seth Clearwatert alakította a Alkonyat – Napfogyatkozásban. Stewart karaktere egyre fontosabb lett az Alkonyat – Hajnalhasadás első és második részében, melyek 2011-ben és 2012-ben jelentek meg. 2010 nyarán egy képregényben is szerepet kapott, emellett megjelent egy új EP-je, melyen 5 új dal szerepel. 2014-ben a X-Men: Az eljövendő múlt napjai című filmben szerepelt. Szerepelt az Utódok című film mindhárom részében. 2020-ban a Julie and the Phantoms című sorozatban szerepelt.

### Birkózás
2010 januárjában a TNA Wrestling megkérte, hogy legyen egy saját rovata a honlapjukon. Az általa írt interjúk a 15 perc BooBoo Stewarttal címet kapták. Az első interjúját a TNA World nehézsúlyú bajnokával „The Phenomenal A.J.” Styles-szal készítette. Február 4-én készítette el a második interjút, melynek alanya a kedvenc profi birkózója, „The Monster” Abyss volt. Harmadik interjúját Madison Rayne-nel készítette.

## Filmográfia

### Filmek
| Év   | Magyar cím                        | Eredeti cím                               | Szerep                     | Magyar hang    |
| ---- | --------------------------------- | ----------------------------------------- | -------------------------- | -------------- |
| 2021 | Utódok: A királyi esküvő          | Descendants: The Royal Wedding            | Jay (hang)                 | Baráth István  |
| 2020 |                                   | Dr. Seuss’ The Grinch Musical Live!       | Max fiatalon               |                |
| 2020 | A vér földje                      | Let Him Go                                | Peter Dragswolf            | Borbíró András |
| 2019 | Utódok 3.                         | Descendants 3                             | Jay                        | Baráth István  |
| 2018 |                                   | #Roxy                                     | Christian                  |                |
| 2018 |                                   | Good Girls Get High                       | Jeremy                     |                |
| 2018 |                                   | The Grizzlies                             | Kyle                       |                |
| 2018 |                                   | Marvel Rising: Secret Warriors            | Victor Kohl / Exile (hang) |                |
| 2017 | Utódok 2.                         | Descendants 2                             | Jay                        | Baráth István  |
| 2017 | Amerikai Sátán                    | American Satan                            | Vic Lakota                 |                |
| 2016 |                                   | Honeyglue                                 | Bailey                     |                |
| 2015 | Utódok                            | Descendants                               | Jay                        | Baráth István  |
| 2015 |                                   | Dominion                                  | Marek                      |                |
| 2015 |                                   | Tales of Halloween                        | Isaac                      |                |
| 2015 |                                   | He Never Died                             | Jeremy                     |                |
| 2015 |                                   | Hope Bridge                               | Jackson                    |                |
| 2014 |                                   | The Last Survivors                        | Dean                       |                |
| 2014 |                                   | An Evergreen Christmas                    | Angel                      |                |
| 2014 | X-Men: Az eljövendő múlt napjai   | X-Men: Days of Future Past                | James Proudstar / Harcos   | Baráth István  |
| 2013 |                                   | Running Deer                              | Tyler                      |                |
| 2013 |                                   | Hansel & Gretel: Warriors of Witchcraft   | Jonah                      |                |
| 2013 |                                   | Space Warriors                            | Conway                     |                |
| 2012 |                                   | Just Yell Fire: Campus Life               | önmaga                     |                |
| 2012 | A bátyám árnyékában               | White Frog                                | Nick Young                 | Baráth István  |
| 2012 | Alkonyat: Hajnalhasadás – 2. rész | The Twilight Saga: Breaking Dawn – Part 2 | Seth Clearwater            | Timon Barnabás |
| 2012 | Smitty                            | Smitty                                    | Peabo                      |                |
| 2011 | Alkonyat: Hajnalhasadás – 1. rész | The Twilight Saga: Breaking Dawn – Part 1 | Seth Clearwater            | Timon Barnabás |
| 2011 |                                   | Jake Stevens: The Last Protector          | Jake Stevens               |                |
| 2010 |                                   | Logan                                     | Ben                        |                |
| 2010 | Alkonyat – Napfogyatkozás         | The Twilight Saga: Eclipse                | Seth Clearwater            | Tompa Ádám     |
| 2010 |                                   | Dark Games                                | Jake Wincott               |                |
| 2009 |                                   | How I Survived the Zombie Apocalypse      | Son                        |                |
| 2009 |                                   | American Cowslip                          | Cary                       |                |
| 2008 | Az ötödik parancsolat             | The Fifth Commandment                     | Chance fiatalon            |                |
| 2007 |                                   | Uncle P                                   | biciklis gyerek            |                |
| 2007 |                                   | The Last Sentinel                         | Tallis fiatalon            |                |
| 2006 | 666: A gyermek                    | 666: The Child                            | Donald                     |                |
| 2006 |                                   | The Conrad Boys                           | Ben Conrad                 |                |
| 2006 |                                   | 18 Fingers of Death!                      | Buford fiatalon            |                |
| 2005 | Ököljog                           | Pit Fighter                               | Vendor                     |                |
| 2004 |                                   | Skeleton Man                              | gyermek harcos             |                |
| 2004 |                                   | Yard Sale                                 | Kisgyerek                  |                |

### Televíziós szerepek
| Év        | Magyar cím                     | Eredeti cím                   | Szerep                               | Megjegyzések                                    |
| --------- | ------------------------------ | ----------------------------- | ------------------------------------ | ----------------------------------------------- |
| 2021      |                                | Paradise City                 | Vic Lakota                           | főszereplő                                      |
| 2020      | Green család a nagyvárosban    | Big City Greens               | Kevin (hang)                         | 1 epizód                                        |
| 2020      |                                | Julie and the Phantoms        | Willie                               | mellékszereplő                                  |
| 2020      |                                | Robot Chicken                 | Jay (hang)                           | 1 epizód                                        |
| 2018      | Marvel Pókember                | Spider-Man                    | Jason Macendale / Lámpás Jack (hang) | 1 epizód                                        |
| 2018      | Westworld                      | Westworld                     | Etu                                  | mellékszereplő                                  |
| 2016      | Laborpatkányok: Az elit csapat | Lab Rats: Elite Force         | Roman                                | mellékszereplő magyar hangja Kis Horváth Zoltán |
| 2015–2017 | Utódok: Komisz világ           | Descendants: Wicked World     | Jay (hang)                           | főszereplő magyar hangja Baráth István          |
| 2015      |                                | Blue Peter                    | önmaga                               | 1 epizód                                        |
| 2015      | CSI: Cyber helyszínelők        | CSI: Cyber                    | Owen Campbell                        | 1 epizód                                        |
| 2015      | Grimm                          | Grimm                         | Simon George                         | 1 epizód                                        |
| 2014      | Hawaii Five-0                  | Hawaii Five-0                 | Tommy Fa'aloa                        | 1 epizód                                        |
| 2012      | Harcra fel!                    | Kickin' It                    | Carson                               | 1 epizód                                        |
| 2011      | A kísértetek órája             | The Haunting Hour: The Series | Kai                                  | 1 epizód                                        |
| 2011      | Sok sikert, Charlie!           | Good Luck Charlie             | Kai                                  | 2 epizód                                        |
| 2011      |                                | TNA Impact                    | önmaga                               | 1 epizód                                        |
| 2010      | CSI: Miami helyszínelők        | CSI: Miami                    | Kenny Turner                         | 1 epizód                                        |
| 2006      |                                | Blue Dolphin Kids             | önmaga                               | műsorvezető                                     |
| 2006      |                                | Everybody Hates Chris         | gyerek / Ping                        | 2 epizód                                        |
| 2005      | Vészhelyzet                    | ER                            | Power Ranger                         | 1 epizód                                        |
| 2004–2006 | Boszorkányátok                 | Dante's Cove                  | Stephen                              | 5 epizód                                        |